# G. C. W. Wheeler
Gerald Clair William Camden Wheeler (geb. 1872 in London; gest. 1943), oft in der Namensform Gerald Camden Wheeler, war ein britischer Anthropologe, der wertvolle Beiträge zur melanesischen Ethnologie und Linguistik lieferte.

## Leben und Werk
Wheeler wurde 1872 in London geboren. Er studierte am St. Charles College und an der Universität London und hatte eine Leidenschaft für Sprachen. Wheeler nahm 1908–1909 an einer anthropologischen Expedition zu den Salomon-Inseln unter der Leitung von W. H. R. Rivers (1864–1922) zusammen mit dem jungen Arthur Maurice Hocart (1883–1929) teil. Er arbeitete zunächst auf der Insel Simbo (Simbo Island) und ließ sich dann auf der Insel Alu (Alu Island) nieder, wo er den deutschen Anthropologen Richard Thurnwald (1869–1954) kennenlernte und zu den Bewohnern von Alu (in der Bougainville Strait, Western Solomon Islands) forschte, die die austronesische Mono-Alu-Sprache sprachen. Nach seiner Rückkehr nach England veröffentlichte er sein Buch The Tribe, and Intertribal Relations in Australia [Der Stamm und die Beziehungen zwischen den Stämmen in Australien] (1910) basierend auf seiner Doktorarbeit an der University of London. Er war mit Bronislaw Malinowski befreundet und arbeitete zusammen mit L. T. Hobhouse (1864–1929) und Morris Ginsberg (1889–1970) an der vergleichenden Studie The material culture and social institutions of the simpler peoples: an essay in correlation [Die materielle Kultur und die sozialen Einrichtungen der einfacheren Völker: ein Essay über die Zusammenhänge] (1915). Im Jahr 1926 veröffentlichte Wheeler das Buch Mono-Alu Folklore, das verschiedene Mythen, Geschichten und Lieder in der Mono-Alu-Sprache und einer englischen Übersetzung enthält. Seine Monographie über die „Soziologie“ der Mono-Alu blieb unvollendet und befindet sich in den Beständen der School of Oriental and African Studies.

## Publikationen (Auswahl)
- 1910 The Tribe, and Intertribal Relations in Australia. J. Murray, London – Digitalisat
- 1912. Sketch of the Totemism and Religion of the People of the Islands in the Bougainville Straits (Western Solomon Islands). (= Archiv für Religionwissenschaft. 15). Leipzig / Berlin 1912, S. 24–58, 321–358. Digitalisat
- 1915 Hobhouse, L. T., Ginsberg, M., Wheeler, G. C.: The Material Culture and Social Institutions of the Simpler Peoples. London School of Economics and Political Science. London (Monographs in Sociology 3) – Digitalisat
- 1926 Mono-Alu Folklore (Bougainville Strait, Western Solomon Islands). George Routledge & Sons, London, 1926
- 1930 L. T. Hobhouse, G. C. Wheeler und M Ginsberg: The Material Culture and Social Institutions of the Simpler Peoples: An Essay in Correlation. Chapman & Hall’s, London, 1930. (Nachdruck. London 1965; weiterer Nachdruck: Abingdon 2013)
- (unveröffentlicht) c 1943 Notes on the Mono-Alu people of Bougainville Strait, West Solomon Islands (c 1943)[6]